# Ракитов, Григорий Давыдович
Григо́рий Дави́дович Раки́тов (настоящая фамилия Рабинович; 24 февраля 1894, Бричаны, Хотинский уезд, Бессарабская губерния — 30 октября 1937, Москва) — участник Гражданской войны, советский военный и политический деятель.

## Биография
Родился в бессарабском местечке Бричаны (ныне райцентр Бричанского района Молдовы). Учился в хедере. В 1912 году переехал в Кишинёв, где вступил в Бунд. С 1913 года — в Одессе, где стал вольнослушателем в Новороссийском университете и в том же году вступил в РСДРП(б). С началом Первой мировой войны возвратился в Бричаны, заболел туберкулёзом.
Участник Первой мировой войны с 1916 года — в составе 512-й Вятской дружины (Юго-Западный фронт) был расквартирован в Виннице. Один из активных участников установления советской власти в Виннице, член солдатского комитета; входил в тройку по руководству восстанием, после установления советской власти назначен членом президиума облисполкома. С 1918 года снова в Одессе, учился в университете, руководил подпольной студенческой организацией «Спартак».
В 1919—1920 годах — замначальника политотдела 45-й стрелковой дивизии Красной Армии. С 1920 года — военком и исполняющий должность начдива 45-й Волынской стрелковой дивизии. С 1921 года — председатель губревкома в Виннице.
В 1924—1925 годах — ответственный секретарь Полтавского губернского комитета КП(б) Украины, кандидат в члены ЦК КП(б) Украины (12 декабря 1925 — 20 ноября 1927). В 1926—1929 годах в Калуге, первый секретарь Калужского губкома ВКП(б).
С 1929 года — в Смоленске, заведующий Организационным отделом Западного областного комитета ВКП(б), затем второй секретарь Западного обкома ВКП(б), с марта 1933 года — председатель областного исполнительного комитета Западного областного совета. В мае 1937 года переведён в Курск, назначен председателем Исполнительного комитета Курского областного совета.
Член ВЦИК, ЦИК СССР, делегат 11-го и 15—17-го съездов ВКП(б).
Арестован 3 июля 1937 года, расстрелян 30 октября того же года по обвинению в антисоветской террористической организации. Реабилитирован 25 августа 1956 года.

## Семья
Жена (с 1920 года) — Зинаида Моисеевна Брик, сын Леонид (1922—2002), дочь Майя (род. 1931).

## Награды
- Орден Ленина (1935)

## Память
- На доме в Смоленске (ул. Коммунистическая, 14), в котором в 1933—1935 годах жил Г. Д. Ракитов, установлена мемориальная доска[2].
- В Бричанах именем Г. Д. Ракитова названа улица[3].